# Belgrano Athletic Club
Belgrano Athletic Club es un club deportivo argentino fundado el 17 de agosto de 1896. Es conocido por haber participado en los primeros campeonatos de Primera División de Argentina, llegando a ser campeón en algunas oportunidades. Actualmente participa en el Top 12 de la URBA.

## Historia

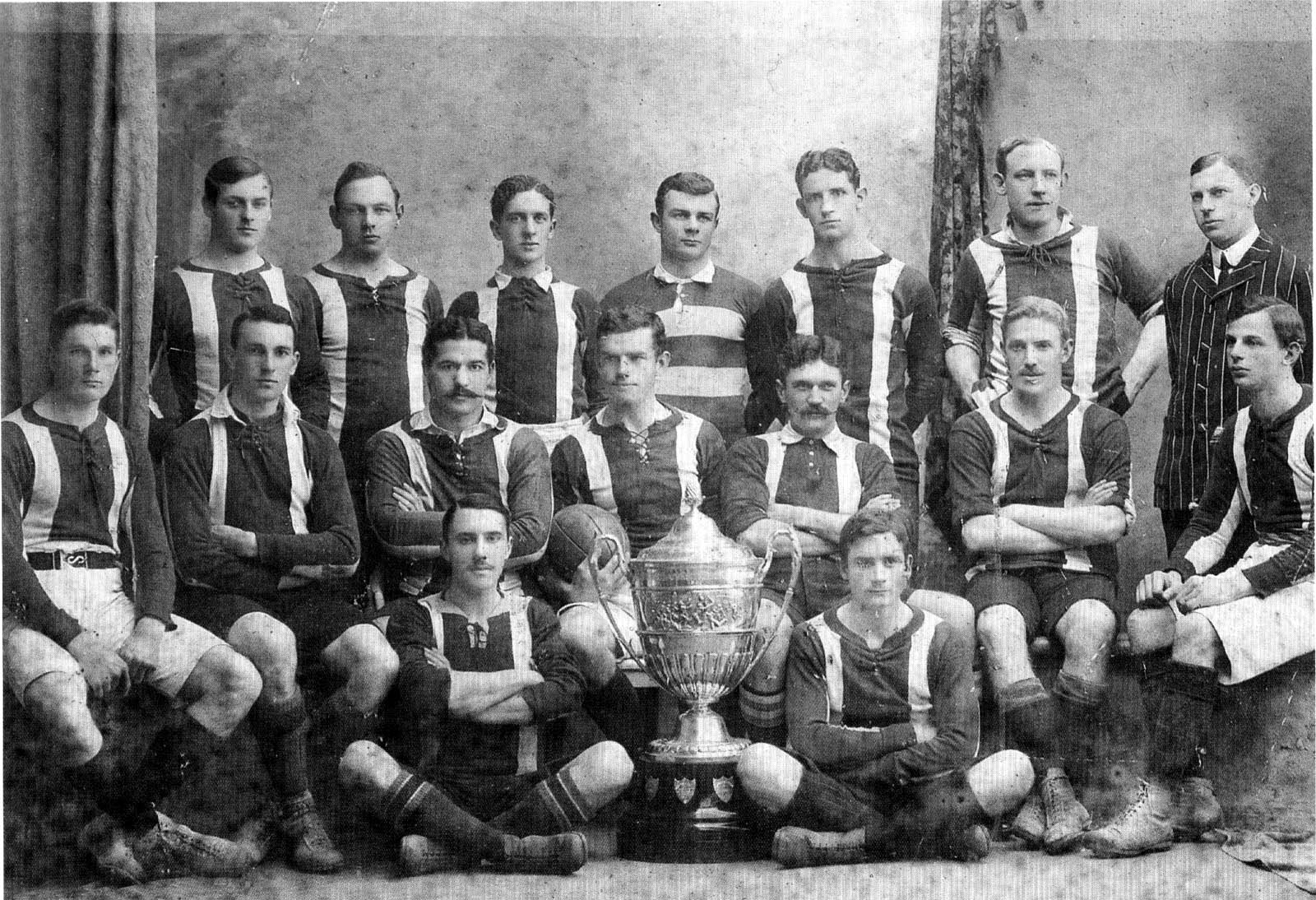
Equipo de rugby campeón de la URBA en 1907

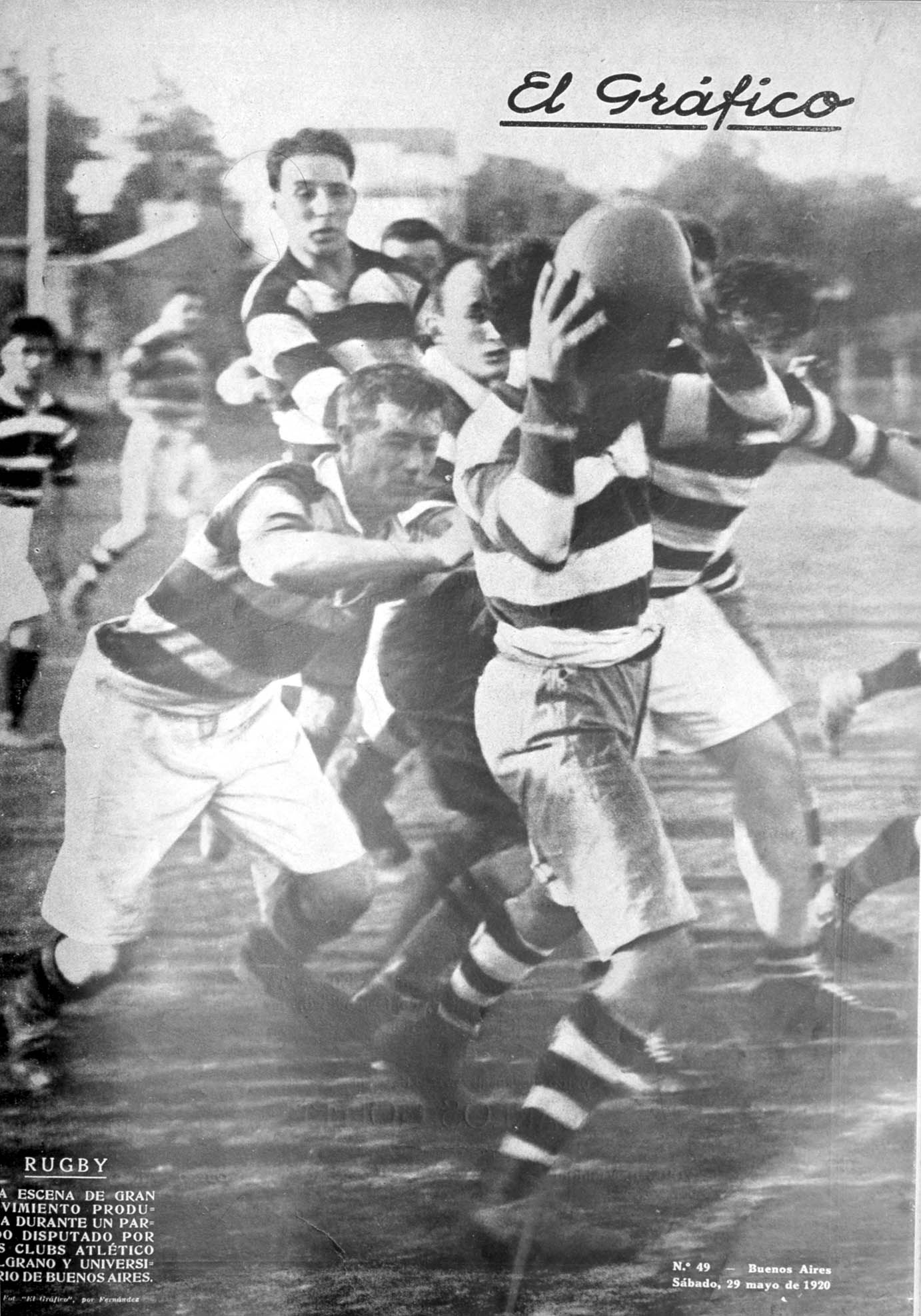
Club Atlético Belgrano vs. Universitario de Buenos Aires - El Gráfico mayo de 1920

Fundado el 17 de agosto de 1896 Belgrano surgió de la fusión del club de los empleados del Ferrocarril de Buenos Aires y Rosario con un club de barrio, el Saint Lawrence. En sus comienzos empezó con la práctica del Futbol, pero con el paso de los años comenzó a incursionar por la práctica de otros deportes. Hoy en día es un club muy importante en la práctica del Rugby y del Hockey. En 2016, tras 48 años, Belgrano logró coronarse campeón del Top 14 de la URBA tras vencer a Hindú, defensor del título.

### Orígenes
El equipo surgió en 1896 de la fusión del Saint Lawrence y del Buenos Aires Railway, equipo fundacional del fútbol argentino que había participado en los dos primeros torneos de Primera División. El 30 de abril, el Buenos Aires Herald escribió: El Saint Lawrence A. C. ha cambiado su nombre por el de Belgrano Athletic Club. Ese mismo año se incorporó a la Argentine Association Football League y participó de su torneo.

### Primeros años
Belgrano hizo su debut en la Primera División el 10 de mayo de 1896, en su visita a Lomas, equipo predominante de la época, que lo venció por 3 a 0. El día 17 consiguió su primer punto de local, al igualar 2 a 2 con Retiro. Y el 25 de mayo logró su primer triunfo por 1 a 0, en su visita a Flores. A pesar de su regular desempeño, finalizó penúltimo en el torneo.
Luego de la conquista lograda por Lomas Academy, al ser el primer y único equipo de reserva en lograr un título de Primera División, Belgrano se convirtió en el segundo club en incorporar a un equipo de reserva al certamen para 1897. En el torneo, Belgrano logró un mejor rendimiento al conseguir quedar en tercer lugar, quedando a solo 1 punto de Lomas y Lanús, que debieron disputar el primer desempate del fútbol argentino; mientras que su segundo equipo finalizó penúltimo, perdiendo la mayoría de sus partidos. Tras finalizar el torneo, retiró a su segundo equipo.
En 1898 volvió a realizar una buena campaña, quedando tercero a 3 puntos de Lomas y Lobos, que disputaron un desempate.

### Primeros títulos

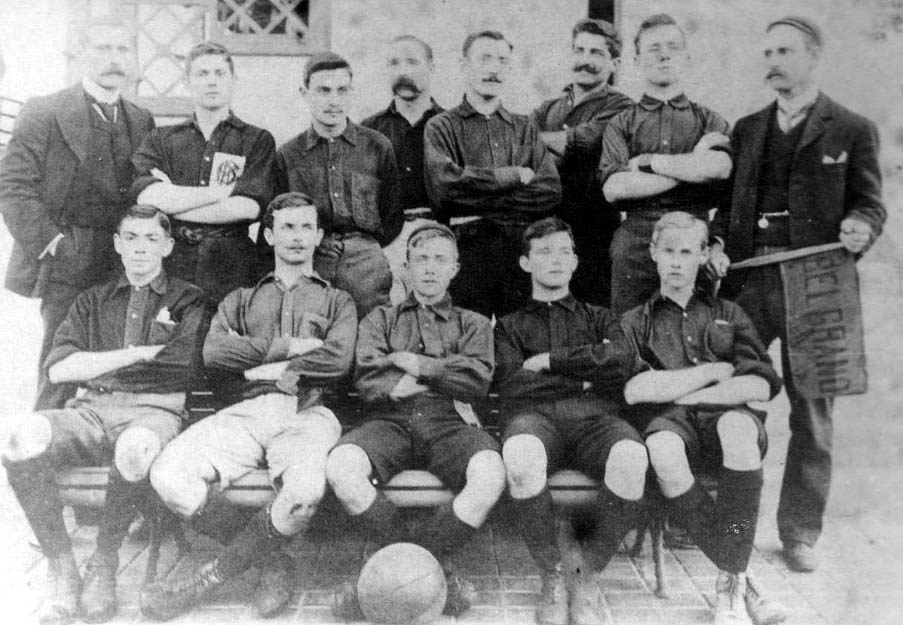
Equipo de Fútbol de Belgrano Athletic en 1902

El torneo de 1899 se caracterizó por el reducido número de participantes, durando apenas 6 fechas. En él participaron únicamente los protagonistas de los últimos dos torneos. Belgrano logró destacarse venciendo a Lomas y Lanús en sus 2 encuentros, y a Lobos de local, siendo el triunfo por 4 a 1 sobre Lomas de local el más destacado. Llegó a la última fecha con puntaje ideal en la necesidad de no perder ante Lobos, su escolta, para ser campeón. Finalmente, el 9 de septiembre, igualó por 1 a 1 y se consagró campeón por primera vez.
En el torneo de 1900, que volvió a contar solamente con 4 equipos, su rendimiento decayó y finalizó tercero. El 15 de julio hizo su debut en la Cup Tie Competition, la primera copa nacional del fútbol argentino, donde venció por 4 a 1 a Lomas; el 12 de agosto, venció por 1 a 0 a Albion de Uruguay por las semifinales; y el 26 de agosto, enfrentó a Rosario en el Old Polo Ground por la final de la copa, y con goles de Wibberley y Coe venció por 2 a 0 y logró adjudicarse la posteriormente primera copa internacional de Sudamérica.
En 1901 logró el subcampeonato de Primera División, quedando debajo de Alumni. El 29 de junio, venció por 2 a 1 a Quilmes por la Cup Tie; pero quedó eliminado el 18 de julio en semifinales al caer por 6 a 2 ante Rosario.
En 1902 finalizó penúltimo en el torneo de Primera División, logrando vencer únicamente, en su visita a Lomas, por la primera fecha. El 9 de julio enfrentó a Quilmes por la Cup Tie, igualando por 2 a 2; mientras que el 16 venció por 2 a 0 en el desempate. El 17 de agosto, por las semifinales, cayó por 2 a 0 ante Rosario.

### El apogeo
En 1903 recuperó su buen rendimiento y volvió a lograr el subcampeonato de Primera, venciendo en la mayoría de sus partidos y quedando a 3 puntos de Alumni. Por la Cup Tie, quedó eliminado al caer por 6 a 1 ante Alumni.
En 1904, logró conseguir su segundo título de Primera División. Lo consiguió una vez más de forma invicta, únicamente igualando en su último encuentro ante Alumni, que no pudo lograr el pentacampeonato. Por la Cup Tie, quedó rápidamente eliminado al caer ante Barracas en el desempate.
En 1905 volvió a conseguir el subcampeonato de Primera, triunfando en la mayoría de sus encuentros. Por la Cup Tie, venció por 4 a 0 a Lomas y por 3 a 0 a Barracas, pero quedó eliminado en semifinales al caer por 2 a 0 ante Rosario. Hizo su debut en la Copa de Honor, luego del retiro de Barracas, cayendo por 3 a 1 ante Alumni.
En el torneo de 1906 se incorporó nuevamente su segundo equipo, Belgrano Extra, que finalizó último en el Grupo 1; mientras que el primer equipo finalizó tercero en el Grupo 2. Tras la finalización del torneo, retiró a su segundo equipo. Por la Cup Tie, venció por 6 a 1 a San Isidro y por 5 a 3 en el desempate a Quilmes, tras igualar 2 a 2 en el primer partido; por las semifinales, venció por 5 a 2 a Rosario Central, pero en la final terminó cayendo por 10 a 1 ante Alumni, en lo que fue su peor derrota. Por su parte, Belgrano Extra venció por 8 a 0 a Barracas y por 5 a 0 en el desempate a San Martín, y quedó eliminado al caer por 2 a 1 ante Alumni. Por la Copa de Honor, el primer equipo venció a Barracas por 2 a 0 pero no avanzaría, mientras que el segundo equipo quedó eliminado ante Quilmes al caer 1 a 0.
En la Copa de Honor de 1907, venció por 7 a 3 a Rosario Central por los cuartos de final y venció por 2 a 0 a Reformer en las semifinales. El 15 de agosto se impuso por 3 a 1 a Quilmes, obteniendo su segunda copa nacional. De tal modo, disputó en Uruguay la Copa de Honor ante el Central Uruguay Railway, al que venció por 2 a 1 en la prórroga  y se adjudicó su primera copa internacional. Por la sección argentina de la Cup Tie, luego Copa Jockey Club, venció en el desempate a Quilmes y luego por 2 a 1 a San Isidro; luego superó las semifinales tras vencer a Argentino de Quilmes por 1 a 0, y cayó por 4 a 2 ante Alumni en la final. Por el torneo de Primera División, tuvo un rendimiento más regular y finalizó en el quinto lugar.
En 1908 se adjudicó su tercer título de Primera División, y su última conquista en el fútbol argentino, habiendo vencido en la mayoría de sus encuentros. Con un gran rendimiento, venció en sus dos encuentros a Alumni y logró la consagración en su último partido venciendo por 5 a 0 a Reformer.
Por la Copa Jockey Club, venció por 5 a 0 a Porteño y venció en el desempate a Estudiantes, pero quedó eliminado en semifinales ante Alumni al caer por 3 a 0. A pesar de ser su último campeón, no participó de la Copa de Honor.

### El declive
En el torneo de 1909, mantuvo su rendimiendo y finalizó en cuarto lugar, destacándose sus triunfos por 6 a 0 y 4 a 1 por sobre River Plate, subcampeón y debutante en el torneo. Por su parte, en la Copa Jockey Club quedó eliminado ante Newell's Old Boys en el desempate. 
En el torneo de 1910, tuvo una mejor campaña y finalizó en tercer lugar. Por la Jockey Club, quedó rápidamente eliminado al perder 2 a 0 ante Alumni. Tras dos años, volvió a disputar la Copa de Honor,  quedando eliminado ante Newell's Old Boys.
En el torneo de 1911, el equipo tuvo un bajo rendimiendo y finalizó en séptimo lugar con 13 puntos. Por la Copa de Honor, cayó rápidamente ante Provincial de Rosario por 3 a 2; mientras que por la Jockey Club, venció por 4 a 3 tanto a Gimnasia y Esgrima como a Rosario Central, pero tras dos empates cayó por 2 a 0 ante Estudiantes en semifinales.
En 1912, el futbol argentino sufría su primer cisma con la salida de varios clubes para formar una liga disidente. Además, Alumni abandonaba el fútbol argentino y, con el descenso y retiro de Lomas en 1909, Belgrano pasaba a ser el único de los campeones en competencia. Belgrano continuó compitiendo en la Asociación, donde finalizó en último lugar junto a River Plate, pero manteniendo la categoría debido a los descensos suprimidos. En el certamen se destacó su triunfo por 10 a 1 sobre River Plate, y su derrota por 6 a 0 ante Racing. Por las copas nacionales: en la Jockey Club, venció por 4 a 1 a Newell's Old Boys pero cayó por 2 a 1 ante Quilmes; y por la Copa de Honor, se retiró del torneo antes de enfrentar a Tiro Federal Argentino.
En el torneo de 1913, el rendimiento del equipo se recuperó y finalizó en cuarto lugar en la primera rueda del certamen. Debido a un cambio de formato durante el inicio de la segunda rueda, esta fue anulada y el equipo decidió desistir de participar en la siguiente instancia del torneo, dándose por perdidos sus partidos restantes pero manteniendo la categoría debido al cambio mencionado. Por las copas nacionales: venció por 6 a 2 a Quilmes en la Copa de Honor, pero quedó eliminado ante Estudiantes; y por la Copa de Competencia, venció por 7 a 4 a Comercio, pero cayó por a 1 a 0 ante Racing.
En el torneo de 1914, su rendimiento volvió a decaer, finalizando en undécimo lugar con 8 puntos, únicamente triunfando por 4 a 0 sobre Ferrocarril Gran Sud, que luego fue anulado, y por 1 a 0 sobre Platense. Por la Copa de Competencia, quedó rápidamente eliminado, al caer por 5 a 1 ante River Plate.

### Los descensos
A finales de 1914, la disidente Federación Argentina de Football es absorbida por la Asociación. De tal modo, para 1915, los equipos de la Primera División de la Federación fueron incorporados.
En el torneo de 1915, los descensos fueron restablecidos y aumentaron a 4. El rendimiento de Belgrano no mejoró y debió disputar por no descender hasta luego de finalizar sus encuentros. Finalmente, la derrota de Atlanta y el empate de Kimberley el 17 de octubre, le permitió asegurar la permanencia. Por la Copa de Competencia, quedó eliminado al caer por 2 a 1 ante Quilmes.
En el torneo de 1916, tuvo un buen inicio venciendo por 3 a 1 a Boca Juniors pero reflejó un muy bajo rendimiento a lo largo del torneo. Finalmente, el 26 de octubre, cayó por 3 a 0 ante Argentino de Quilmes, quedando condenado al descenso. Disputó su última Copa de Competencia Jockey Club, en donde venció a Ferro Carril Oeste por 4 a 1 y quedó eliminado al perder 3 a 0 ante Independiente en los 16avos. El 29 de octubre, se despidió de Primera División, venciendo por 2 a 0 a Independiente en su visita a Crucecita.
En 1917, hizo su debut en el torneo de División Intermedia. Sin embargo, tras a ausentarse en 7 partidos, el equipo fue descalificado del torneo y sus encuentros fueron anulados, siendo condenado al descenso. Por su parte, el equipo de reserva continuó compitiendo en el torneo de reserva, finalizando en séptimo lugar. Por la Copa Bullrich, perdió los puntos ante Defensores de Belgrano.

### Últimos años en el fútbol argentino
En 1918, hizo su debut en el torneo de Segunda División y, con un rendimiento regular, finalizó con 15 puntos en cuarto lugar.
En 1919, un nuevo cisma irrumpe en el fútbol argentino y opta por continuar en la Asociación Argentina. Finalizado los torneos del año, y ante la fuga de clubes, el equipo es promovido a la segunda categoría.
En 1920 debió competir en el torneo de División Intermedia; sin embargo, el equipo se disolvió. La misma suerte corrieron los equipos de reserva y de Tercera División.

### Años posteriores
Con el fútbol argentino dejado atrás, continuó compitiendo en otros deportes.
En los torneos de Cricket ya se encontraba consolidado, habiendo ganado un gran número de títulos de Primera División desde 1902 y continuó ganando más torneos hasta la actualidad.
En el Rugby fue uno de los fundadores del The River Plate Rugby Unión, y había ganado tres torneos entre 1907 y 1914. En 1921 logró su cuarto título, compartido con San Isidro. Su mejor época fue en los años '60, donde logró ganar tres torneos consecutivos, aunque dos de ellos compartidos. Tras casi 50 años sin salir campeón, en 2016 logró su undécimo título de Primera División y el primero de la URBA, tras vencer a Hindú por 25 a 10 en la final.

## Jugadores destacados

### Fútbol
Algunos de los jugadores importantes de esta época fueron Eduardo Patricio Duggan, quién tuvo el honor de jugar el primer clásico de la selección argentina. y Carlos Edgard Dickinson quién fue el primer jugador en anotar en un partido oficial de la selección argentina.

### Rugby
Algunos de los deportistas destacados que pertenecen o han pertenecido a Belgrano Athletic Club son:
- Magdalena Aicega (fue capitana de la Selección argentina de Hockey y Medalla de Plata en dos Olimpiadas).
- Rosario Luchetti "Charo", quien fuera integrante del plantel de la Selección Argentina de hockey sobre césped, Las Leonas.
- Lisandro Arbizu, exintegrante del plantel y Capitán de Los Pumas
- Marcelo Bosch, exintegrante del plantel de Los Pumas

## Uniformes
Cuando el club fue fundado, la mayoría de sus miembros eran empleados del Ferrocarril Central Argentino, por lo cual adoptaron para la camiseta los colores rojo, verde y plata que eran los colores del ferrocarril. En 1919 el club cambió a los colores chocolate y oro", siguiendo el cambio de color que había implementado el ferrocarril en sus coches. Sin embargo, los colores originales han sido utilizados para la camiseta alternativa cuando se cumplieron los 100 años de vida del club.
Uniforme Titular: Camiseta marrón y amarilla a rayas horizontales, pantalón blanco y medias marrón y amarilla a rayas horizontales.
Uniforme Alternativo: Camiseta marrón y rayas verticales amarillas, pantalón blanco y medias marrón y amarillas a rayas horizontales. 
| Fútbol 1896-1916 | Rugby ?-1919 | Rugby 1919-hoy |

## Rivalidades

### Fútbol
Durante su apogeo, mantuvo una fuerte rivalidad con Alumni, siendo durante mucho tiempo el único que podía vencerlo y, en dos oportunidades, logró privarlo del título de campeón de Primera División.
Tras la desaparición de Alumni, su clásico rival de ese entonces pasó a ser el Sportivo del Norte, luego conocido como el Club Atlético Colegiales, que continuó disputando los torneos de la Asociación del Football Argentino para luego afiliarse a la AFA hasta la actualidad.

### Rugby
El clásico rival de Belgrano Athletic es la Asociación Alumni
| Rival             | PJ | PG | PE | PP | DIF |
| Asociación Alumni | 80 | 31 | 4  | 45 | -17 |
| ----------------- | -- | -- | -- | -- | --- |

Últimos 8 enfrentamientos
2022: Belgrano Athletic 22 - 36 Asociación Alumni
2023: Asociación Alumni 33 - 17 Belgrano Athletic
2023: Belgrano Athletic 35 - 24 Asociación Alumni
2024: Asociación Alumni 9 - 22 Belgrano Athletic
2024: Belgrano Athletic 25 - 23 Asociación Alumni
2024: Asociación Alumni  20 - 17 Belgrano Athletic
2025: Asociación Alumni  19 - 35 Belgrano Athletic
2025: Belgrano Athletic  35 - 17 Asociación Alumni

## Palmarés

### Cricket
- Primera División (38):

1902-03, 1905-06, 1906-07, 1907-08, 1908-09, 1910-11, 1911-12, 1914-15, 1918-19, 1923-24, 1925-26, 1926-27, 1928-29,
1929-30, 1931-32, 1932-33, 1953-54, 1954-55, 1955-56, 1958-59, 1961-62, 1965-66, 1967-68, 1968-69, 1969-70, 1970-71,
1973-74, 1974-75, 1980-81, 1981-82, 1983-84, 1984-85, 1988-89, 1989-90, 1991-92, 1997-98, 2001-02, 2005-06

### Fútbol
- Primera División (3):

1899, 1904 y 1908.
- Tie Cup (1):

1900.

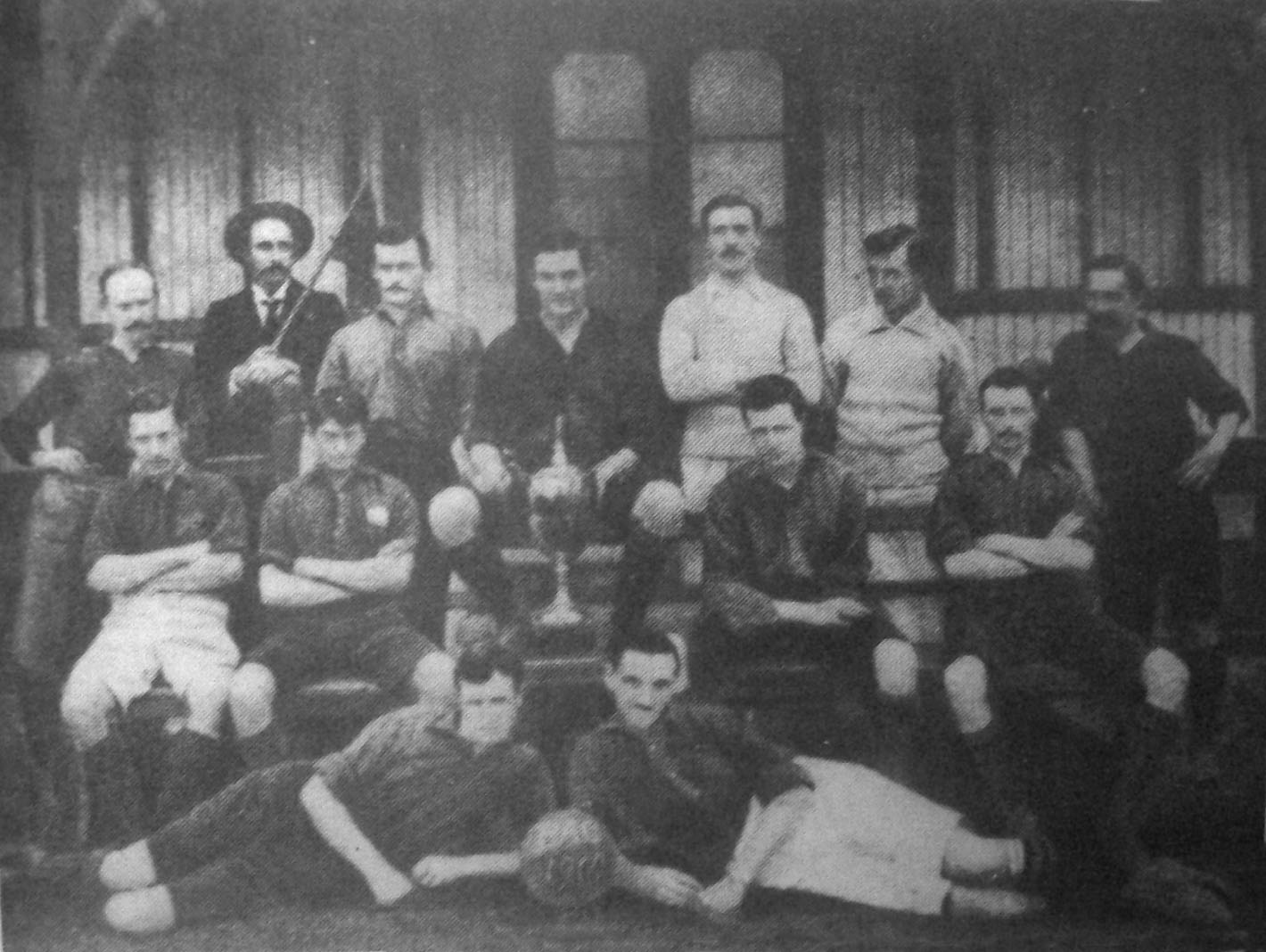
El equipo de fútbol que ganó la Tie Cup en 1900 posando con el trofeo.

- Copa de Honor Municipalidad de Buenos Aires (1):

1907.
- Copa de Honor Cousenier (1):

1907.

### Hockey sobre césped
(Femenino)
- Metropolitano Primera División (4):

1942, 1946, 1949, 1974

### Rugby
- Torneo de la URBA (11):

1907, 1910, 1914, 1921, 1936, 1940, 1963, 1966, 1967, 1968, 2016.
- Seven de la URBA (1):

2019